# Приказкотерапия
Приказкотерапията като метод в психотерапията е известна на човечество от хиляди години, а като течение в съвременната психотерапия възниква неотдавна.

## Обща информация
Приказкотерапията се използва във възпитанието, в образованието, развитието, въздействията по време на тренинг, както и като инструмент в психотерапията.
Целта и според различните области на приложение е следната:
1. Приказкотерапията като инструмент предава опита от „уста на уста“. Това е начин за възпитание у детето на особено отношение към света, прието в даден социум. Приказкотерапията е и начин да се предаде на индивида (обикновено дете) необходимите морални норми и правила. Тази информация е заложена в народните приказки, предания, притчи и други. Това е най-древния начин за социализация и предаване на опит. Тук все още не говорим за приказкотерапията в рамките на психотерапията.
2. Приказкотерапията като инструмент на развитието. В процеса на слушане, обсъждане на приказката у детето се развива фантазията, творчеството и други. То усвоява основни механизми на търсенето и взимането на решения.
3. Приказкотерапията като психотерапия. Работа с приказки е насочена непосредствено към лечение и помощ на пациента. Приказкотерапевта създава условия, в които клиента, работейки с приказки (четейки ги, мислейки върху тях, проигравайки ги) намира решения на своите жизнени трудности и проблеми. Терапията може да се използва в групови или в индивидуални форми на работа.